# Ursus, il terrore dei kirghisi
Ursus, il terrore dei kirghisi è un film peplum del 1964 diretto da Antonio Margheriti.

## Trama
La pace della Valle di Sura è turbata da un essere mostruoso che appare e scompare seminando morte e distruzione. Questi saccheggi hanno il potere di far cambiare stato d'animo delle tribù dei Circassi: in particolare il principe Zeretelli ha preso in odio Ursus perché ha capito che la regina della Valle, Aniko è innamorata di lui. Per liberarsi di lui Zeretelli accusa Ursus di essere complice del mostro.
Intanto torna nel villaggio il fratello di Ursus che un giorno s'imbatte nel mostro che brandisce un pugnale identico a quello di Ursus e cerca di ucciderlo.
Anche Ilio comincia a dubitare del fratello, ma alla fine si scoprirà che il mostro non era altro che una trasformazione di coloro che bevevano un filtro magico preparato da Aniko: alle volte era Aniko stessa, alle volte era Aniko che faceva bere a sua insaputa ad Ursus un vino stregato, ed alle volte altri uomini ignari capitati nella grotta della perfida donna che bevevano il vino.